# 环太平洋法律政策期刊
《环太平洋法律政策期刊》是华盛顿大学法學院 (西雅图)的期刊杂志。
1990年Dan Fenno Henderson老师建《环太平洋法律政策期刊》。《环太平洋法律政策期刊杂志》有競爭法、宪法法、公司治理、自然环境法、知识产权和人权法的文章。《环太平洋法律政策期刊》的话题是亚太区、俄罗斯、大洋洲和东南亚。《环太平洋法律政策期刊》的话题也是环太平洋的南美洲国家和环太平洋的公海。